# Maksimus Regus
Maksimus Regus (ur. 23 września 1973 w Woang) – indonezyjski duchowny katolicki, biskup Labuan Bajo od 2024.

## Życiorys
Święcenia kapłańskie otrzymał 10 sierpnia 2001 i został inkardynowany do diecezji Ruteng.
21 czerwca 2024 papież Franciszek mianował go ordynariuszem nowo powstalej diecezji Labuan Bajo. Sakry udzielił mu 1 listopada 2024 kardynał Ignatius Suharyo Hardjoatmodjo.